# Eine alltägliche Geschichte (Film)
Eine alltägliche Geschichte ist eine 1944 entstandene reichsdeutsche Liebeskomödie von Günther Rittau. Die Hauptrollen spielen Gustav Fröhlich, Marianne Simson und Karl Schönböck. Der Geschichte liegt das Bühnenstück Tintenspritzer (1942) von Johannes von Spallart zugrunde.

## Handlung
Der Schriftsteller Bernd Falkenhagen wird von seinem Verleger Direktor Werner zu sich bestellt. Falkenhagen glaubt, mit seinem Roman Weltenwende den ganz großen Wurf geschrieben zu haben, doch Werner muss ihn enttäuschen. Er wird das Buch nicht verlegen. Die Geschichte sei zwar gut geschrieben, doch er erwarte etwas anderes von seinem Autor, eine alltägliche Geschichte wie sie jedem normalen Menschen im Leben passiere. Dies sei genau das, was die Leute erwarten: Sie wollen etwas lesen, in dem sie sich wieder finden. Werner gibt Falkenhagen einen Vorschuss, und dieser fängt sofort an, seine alltägliche Geschichte zu schreiben, in dem auch in verklausulierter Form Verlagschef Werner, der hier Schroedter heißen wird, vorkommt.
Bernd setzt sich mit Freunden, Nachbarn und Bekannten zusammen, unter ihnen der Maler Herbert Winkler und die Sportlehrerin Susi Liebig, die mit anderen Namen gleichfalls in der alltäglichen Geschichte auftreten werden. Susi schreibt sämtliche Gedanken Bernds auf. Im Zentrum des Geschehens seiner Geschichte steht die Begegnung seines Romanhelden mit einer jungen Dame namens Anneliese, die er während eines Regenschauers kennen lernt und sie mit seinem Schirm wohl behütet nachhause begleitet. Auch sein Roman-Verleger Schroedter erweist sich in der alltäglichen Geschichte als Widersacher, der seinen Roman ablehnt. Als Roman-Bernd Schroedter auch noch an der Seite Annelieses sieht, die den Verleger dazu überreden will, Buch-Bernds Werk zu veröffentlichen, wird der Autor der alltäglichen Geschichte auch noch eifersüchtig. Als er ihr deswegen eine Szene macht, trennt sich Anneliese vom Roman-Bernd und nimmt ihr Medizinstudium wieder auf. Zwei Jahre später sehen sich die beiden wieder: Anneliese hat ihr Studium abgeschlossen, und Bernd ist ein erfolgreicher Autor geworden. Nun steht dem Happy End der beiden Romanfiguren nichts mehr im Wege.
Bernd hat seine alltägliche Geschichte beendet, und diese wird von Direktor Werner begeistert aufgenommen und verlegt. Auf dem Nachhauseweg entdeckt er im Regen eine junge Dame, die ganz so aussieht wie seine Roman-Anneliese. Doch hier endet Roman und die Realität beginnt: Anneliese steigt zu einem ihm fremden Mann ins Auto und lässt sich heimwärts kutschieren.

## Produktionsnotizen
Eine alltägliche Geschichte entstand zwischen Oktober und Dezember 1944 und befand sich bei Kriegsende 1945 in der Musik-Synchronisation. Die Fertigstellung erfolgte nach dem Krieg durch die DEFA. Die Uraufführung fand am 26. November 1948 in Ostberlin statt.
Karl Vollbrecht und Otto Hunte schufen die Filmbauten, Hans Rütten besorgte den Ton.

## Kritik
Im Lexikon des Internationalen Films heißt es: „… gefällige Filmkomödie …“